# 維斯特里亞
48°55′29″N 25°7′52″E / 48.92472°N 25.13111°E

維斯特里亞（烏克蘭語：Вістря）是位於烏克蘭西部特諾皮爾州裏喬爾特基夫區的村莊，始建於十五世紀，面積2.89平方公里，2001年人口1,050，人口密度每平方公里363人。